# Première Nation de Horse Lake
La Première Nation de Horse Lake est une bande indienne de la Première Nation des Danezaa du Nord de l'Alberta au Canada. Elle fait partie du conseil tribal cri de l'Ouest bien qu'elle ne soit pas linguistiquement et culturellement rattachée aux Cris. Elle est signataire du Traité 8. Elle possède deux réserves et est basée à Hythe. En 2016, elle a une population totale inscrite de 1 157 membres.

## Démographie
Les membres de la Première Nation de Horse Lake sont des Danezaa. En avril 2016, la bande avait une population totale inscrite de 1 157 membres dont 57,5 % vivaient hors réserve.

## Géographie
La Première Nation de Horse Lake possède deux réserves couvrant une superficie totale de 31 km2, toutes deux situées dans le Nord de l'Alberta, dont la plus grande et la plus populeuse est Horse Lake 152B (en),. La bande est basée à Hythe. La ville importante située le plus près de la bande est Grande Prairie. Selon les Affaires autochtones et Développement du Nord Canada, la bande est située dans la zone géographique 2, ce qui signifie qu'elle est reliée à un centre de services par une route ouverte à l'année à plus de 50 km mais à moins de 350 km.
| Nom                   | Superficie (ha) | Emplacement                             |
| --------------------- | --------------- | --------------------------------------- |
| Clear Hills 152C (en) | 1 547,1         | à 56 km au nord-ouest de Fairview       |
| Horse Lake 152B (en)  | 1 552           | à 60 km au nord-ouest de Grande Prairie |

## Gouvernement
La Première Nation de Horse Lake est gouvernée par un conseil de bande élu selon un système électoral selon la coutume basé sur la section 10 de la Loi sur les Indiens. Pour le mandat de 2013 à 2017, ce conseil est composé du chef Eugene Horseman et de quatre conseillers. La bande fait partie du conseil tribal cri de l'Ouest.